# Bengkalis (regentschap)
Bengkalis is een regentschap in de provincie Riau op het eiland Sumatra, Indonesië. Het regentschap heeft een oppervlakte van 11.482 km² en heeft 711.233 inwoners (2006). De hoofdstad van Bengkalis is de gelijknamige stad Bengkalis die zich bevindt op het gelijknamige eiland Bengkalis in het onderdistrict Bengkalis. Het regentschap bestaat uit een gedeelte dat zich op het vasteland van Sumatra bevindt en een groepje eilanden.
Bengkalis grenst in het noorden aan de Straat Malakka (Selat Malaka), in het oosten aan de regentschappen Karimun (provincie Riouwarchipel) en Pelalawan, in het zuiden aan het regentschap Siak en in het westen aan de stad Dumai en de regentschappen Rokan Hilir en Rokan Hulu.
Het regentschap is onderverdeeld in 8 onderdistricten (kecamatan):
- Bantan
- Bengkalis
- Bukit Batu
- Mandau
- Rupat
- Rupat Utara
- Pinggir
- Siak Kecil